# Los Angeles Film Critics Association Awards 2019
45. ročník předávání cen asociace Los Angeles Film Critics Association se konal dne 8. prosince 2019.

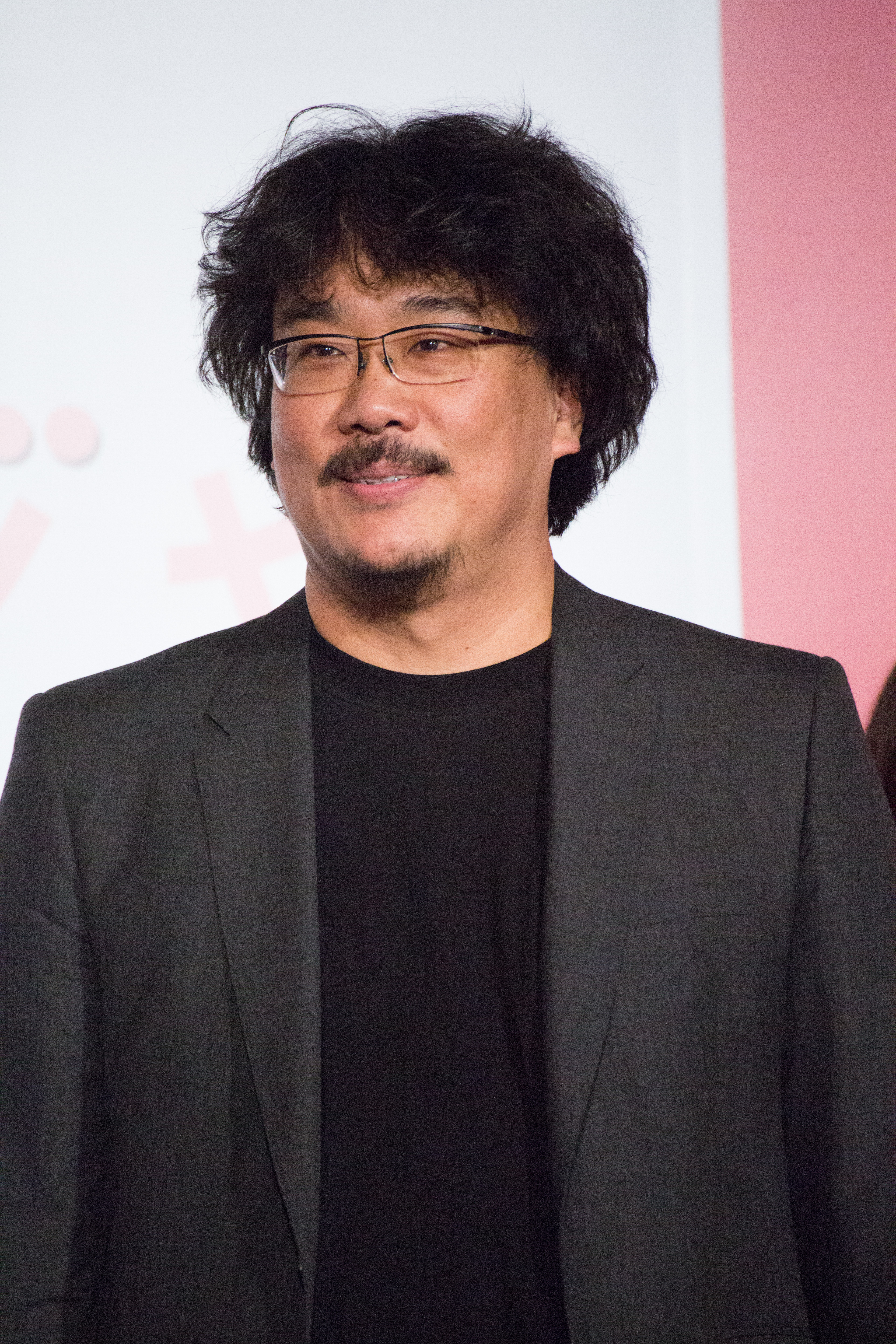
Pon Džun-ho, vítěz v kategorii nejlepší režisér za film Parazit

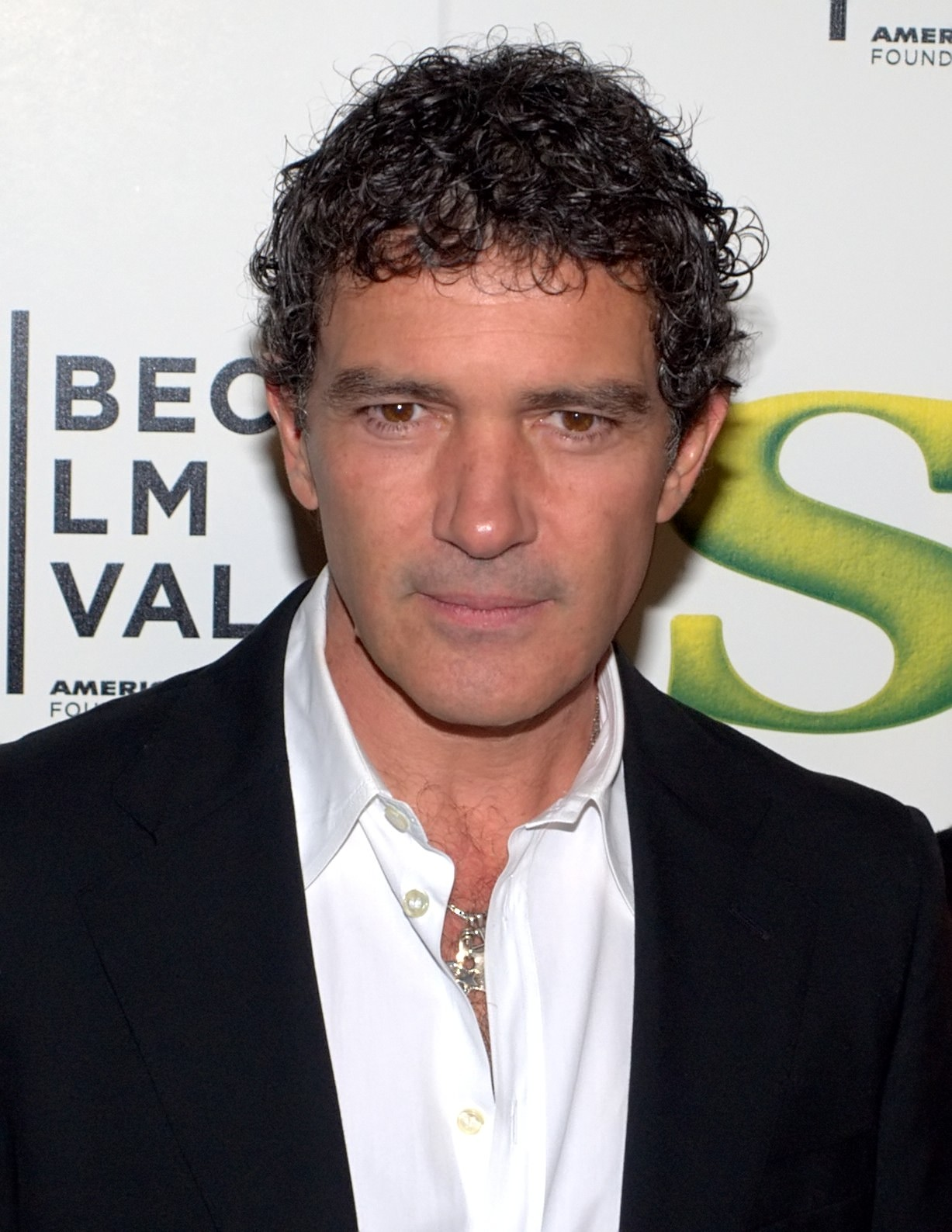
Antonio Banderas, vítěz v kategorii nejlepší mužský herecký výkon v hlavní roli za výkon ve filmu Bolest a sláva

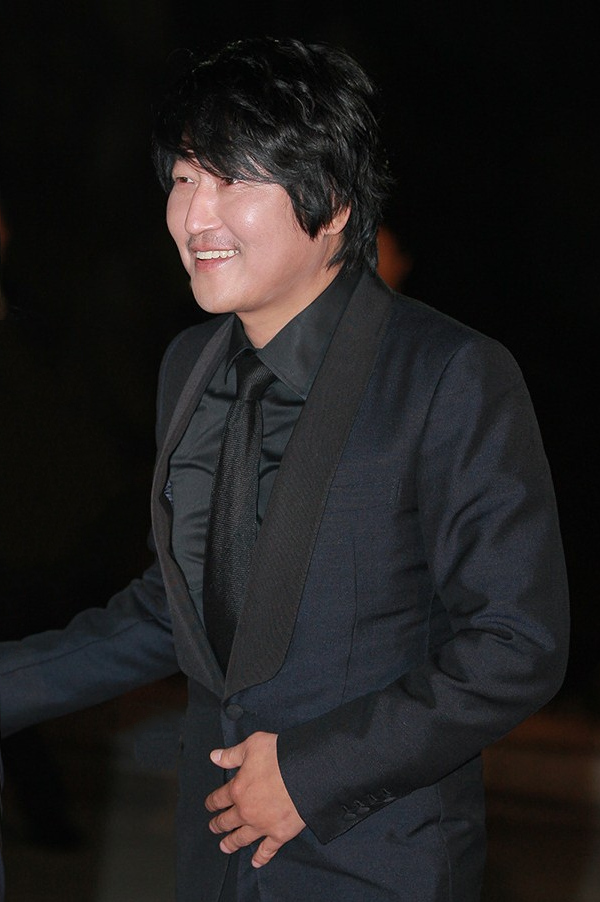
Song Kang-ho, vítěz v kategorii nejlepší mužský herecký výkon ve vedlejší roli za výkon ve filmu Parazit

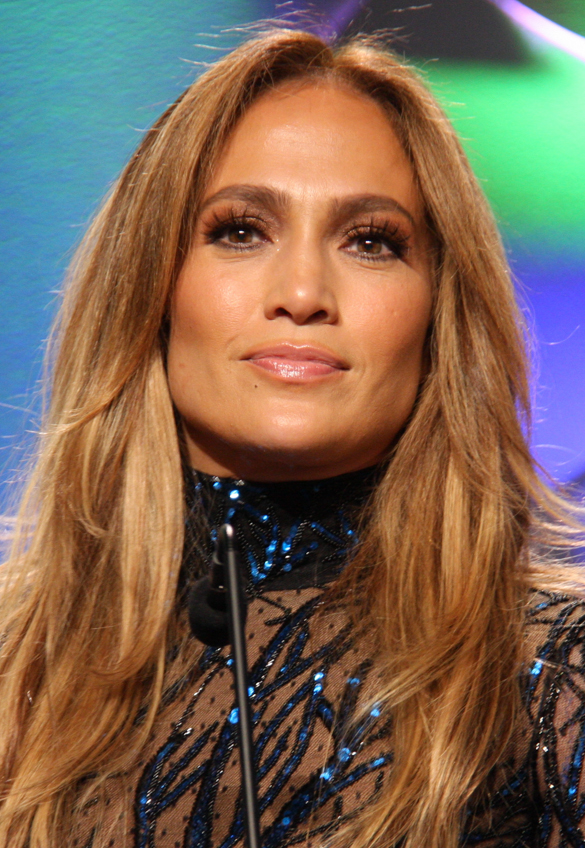
Jennifer Lopez, vítězka v kategorii nejlepší ženský herecký výkon ve vedlejší roli za výkon ve filmu Zlatokopky

## Vítězové

### Nejlepší film
1. Parazit
2. Irčan

### Nejlepší režisér
1. Pon Džun-ho – Parazit
2. Martin Scorsese – Irčan

### Nejlepší scénář
1. Noah Baumbach – Manželská historie
2. Pon Džun-ho a Han Jin-won – Parazit

### Nejlepší mužský herecký výkon v hlavní roli
1. Antonio Banderas – Bolest a sláva
2. Adam Driver – Manželská historie

### Nejlepší ženský herecký výkon v hlavní roli
1. Mary Kay Place – Diane
2. Lupita Nyong'o – My

### Nejlepší mužský herecký výkon ve vedlejší roli
1. Song Kang-ho – Parazit
2. Joe Pesci – Irčan

### Nejlepší ženský herecký výkon ve vedlejší roli
1. Jennifer Lopez  – Zlatokopky
2. Zhao Shuzhen – Malá lež

### Nejlepší dokument
1. Americká továrna
2. Apollo 11

### Nejlepší cizojazyčný film
1. Bolest a sláva (Španělsko)
2. Portrét dívky v plamenech (Francie)

### Nejlepší animovaný film
1. Kde je moje tělo?
2. Toy Story 4: Příběh hraček

### Nejlepší kamera
1. Claire Mathon – Atlantique a Portrét dívky v plamenech
2. Roger Deakins – 1917

### Nejlepší střih
1. Todd Douglas Miller – Apollo 11
2. Ronald Bronstein a Benny Safdie – Drahokam

### Nejlepší výprava
1. Barbara Ling –  Tenkrát v Hollywoodu
2. Ha-jun Lee – Parazit

### Nejlepší skladatel
1. Dan Levy – Kde je moje tělo?
2. Thomas Newman – 1917

### Kariérní ocenění
- Elaine May

### Ocenění Douglase Edwardse
- Ja'Tovia Gary – The Giverny Document